# Miserey
Miserey és un municipi francès situat al departament de l'Eure i a la regió de Normandia. L'any 2007 tenia 527 habitants.

## Demografia

### Població
El 2007 la població de fet de Miserey era de 527 persones. Hi havia 200 famílies de les quals 33 eren unipersonals (25 homes vivint sols i 8 dones vivint soles), 71 parelles sense fills, 88 parelles amb fills i 8 famílies monoparentals amb fills.
La població ha evolucionat segons el següent gràfic:
Habitants censats

### Habitatges
El 2007 hi havia 210 habitatges, 198 eren l'habitatge principal de la família, 7 eren segones residències i 4 estaven desocupats. 197 eren cases i 10 eren apartaments. Dels 198 habitatges principals, 162 estaven ocupats pels seus propietaris, 29 estaven llogats i ocupats pels llogaters i 7 estaven cedits a títol gratuït; 2 tenien una cambra, 11 en tenien dues, 8 en tenien tres, 58 en tenien quatre i 118 en tenien cinc o més. 176 habitatges disposaven pel capbaix d'una plaça de pàrquing. A 71 habitatges hi havia un automòbil i a 122 n'hi havia dos o més.

### Piràmide de població
La piràmide de població per edats i sexe el 2009 era:
| Homes | Edats   | Dones |
| ----- | ------- | ----- |
| 0     | 95 o +  | 0     |
| 0     | 90 a 94 | 0     |
| 4     | 85 a 89 | 8     |
| 0     | 80 a 84 | 8     |
| 4     | 75 a 79 | 8     |
| 12    | 70 a 74 | 8     |
| 8     | 65 a 69 | 8     |
| 8     | 60 a 64 | 4     |
| 8     | 55 a 59 | 8     |
| 24    | 50 a 54 | 40    |
| 32    | 45 a 49 | 28    |
| 8     | 40 a 44 | 16    |
| 20    | 35 a 39 | 4     |
| 8     | 30 a 34 | 12    |
| 16    | 25 a 29 | 16    |
| 17    | 20 a 24 | 20    |
| 20    | 15 a 19 | 12    |
| 16    | 10 a 14 | 16    |
| 16    | 5 a 9   | 12    |
| 16    | 0 a 4   | 12    |

## Economia
El 2007 la població en edat de treballar era de 365 persones, 273 eren actives i 92 eren inactives. De les 273 persones actives 258 estaven ocupades (140 homes i 118 dones) i 15 estaven aturades (7 homes i 8 dones). De les 92 persones inactives 40 estaven jubilades, 25 estaven estudiant i 27 estaven classificades com a «altres inactius».

### Ingressos
El 2009 a Miserey hi havia 200 unitats fiscals que integraven 545 persones, la mediana anual d'ingressos fiscals per persona era de 21.032 €.

### Activitats econòmiques
Dels 29 establiments que hi havia el 2007, 1 era d'una empresa extractiva, 1 d'una empresa de fabricació de material elèctric, 5 d'empreses de construcció, 5 d'empreses de comerç i reparació d'automòbils, 1 d'una empresa d'hostatgeria i restauració, 1 d'una empresa d'informació i comunicació, 2 d'empreses financeres, 1 d'una empresa immobiliària, 11 d'empreses de serveis i 1 d'una entitat de l'administració pública.
Dels 8 establiments de servei als particulars que hi havia el 2009, 2 eren paletes, 1 fusteria, 1 electricista, 2 empreses de construcció, 1 restaurant i 1 agència immobiliària.
L'any 2000 a Miserey hi havia 3 explotacions agrícoles que ocupaven un total de 462 hectàrees.

## Equipaments sanitaris i escolars
El 2009 hi havia una escola elemental.

## Poblacions més properes
El següent diagrama mostra les poblacions més properes.